# آیا دومنیگ
آیا دومنیگ (انگلیسی: Aya Domenig؛ زادهٔ ۱۹۷۲) کارگردان فیلم، فیلم‌نامه‌نویس، انسان‌شناس، تدوین‌گر و تهیه‌کننده فیلم ژاپنی-سوئیسی است.